# Narthex
Narthex (af oldgræsk "narthex";, lille kasse anvendelig for eksempel til lægemidler, men også et plantenavn) er forhallen i en tidlig kristen eller byzantinsk kirke. Oprindelig var det et opholdsrum for katekumener og personer klar til at gøre bod under gudstjenesten. Begrebet er videreført til moderne tid, hvor det betyder forhal.